# Ina Rama

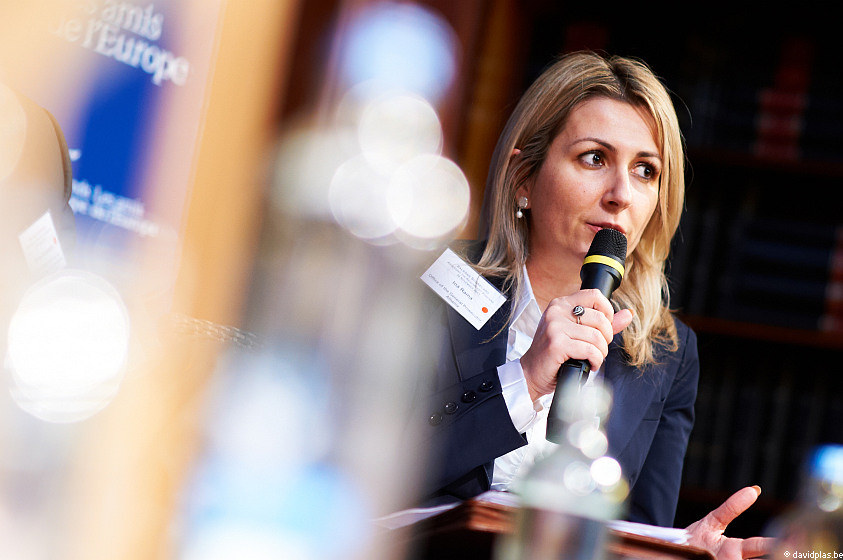
Ina Rama (2011)

Ina Rama (* 21. November 1972 in Durrës) ist eine albanische Juristin. Zwischen 2007 und 2012 war sie Amtsleiterin der Staatsanwaltschaft Albaniens.

## Leben
Im Jahr 1995 vollendete Rama ihr Studium an der Rechtswissenschaftlichen Fakultät der Universität Tirana und arbeitete danach vier Jahre lang als Nebenrichterin am Qark-Gericht in ihrer Geburtsstadt Durrës. Von 2002 bis 2004 arbeitete sie als Oberrichterin am Qark-Gericht von Lushnja. 2005 begann sie ihre Karriere in der Staatsanwaltschaft, wo sie zuerst eine Funktion als Richterin am Gericht für Schwerverbrechen innehatte und 2007 auf den Vorschlag des Präsidenten Bamir Topi und vom Parlament bestätigt zur Obersten Staatsanwältin ernannt wurde. Sie ist die erste Frau, die diese Funktion innehatte.
Im Dezember 2012 endete ihre Amtszeit bei der Staatsanwaltschaft und Ina Rama wurde von Adriatik Llalla abgelöst.

## Privates
Ina Rama ist verheiratet und lebt in Durrës. Sie spricht als Fremdsprachen Englisch und Italienisch.